# Georg Urban (Theologe)
Georg Adolf Adam Urban (* 27. September 1892 in Schriesheim; † 3. Mai 1976 in Bretten) war ein evangelischer Pfarrer der Badischen Landeskirche in Spöck-Staffort und später in Bretten.

## Leben und Wirken
Als Sohn einer Bauernfamilie wuchs er in Schriesheim zusammen mit vier Geschwistern an der Bergstraße auf und nahm nach dem Abitur am Ersten Weltkrieg als Offizier der Artillerie teil. Nach Kriegsende studierte er in Heidelberg Theologie und trat nach erfolgreichem Studienabschluss in den Dienst der Evangelischen Landeskirche Badens. Er wurde zuerst Vikar in Philippsburg und dann in Weinheim und Pforzheim-Brötzingen tätig.
im Jahr 1924 übernahm er die Pfarrei Spöck mit Filialgemeinde Staffort. Pfarrer Urban war auch während des Zweiten Weltkriegs militärisch im Heimatschutz aktiv, hielt aber die regelmäßigen Gottesdienste und Gedenkgottesdienste für gefallene Spöcker und Stafforter Soldaten persönlich ab.
Die Bombardierung der Dörfer Staffort, Spöck und Büchenau erlebte er mit und dokumentierte die Schäden minuziös in seinem Buch  Rund um die Henhöfergemeinden Spöck + Staffort. Nach dem Krieg setzte er sein organisierendes Können ein, um die beschädigten Kirchen in Spöck und Staffort sowie die Gebäude der Kirchengemeinden wieder herzurichten. Im Jahr 1947 wurde er gleichzeitig Dekan des evangelischen Kirchenbezirks Karlsruhe-Land. 
1951 wurde Georg Urban als Pfarrer der Westpfarrei und Dekan des Kirchenbezirks nach Bretten berufen. Er wurde 1. Vorsitzender des Melanchthonvereins und Mitglied der evangelischen Landessynode Badens.
Georg Urban verstarb am 3. Mai 1976 und wurde in Bretten beigesetzt.

## Publikationen (Auswahl)
- Rund um die Henhöfergemeinden Spöck + Staffort. Spöck 1968.
- Theodor Böhmerle : ein Zeuge Jesu Christi und seiner Gemeinde. Verlag des Evangelischen Vereins für Innere Mission Augsburg. Bekenntnisses, Karlsruhe 1973.
- Carl Peter : eine Rebe am Weinstock. Verlag des Evangelischen Vereins für Innere Mission Augsburg. Bekenntnisses, Karlsruhe 1974
- Philipp Melanchthon. 1497–1560. Sein Leben. Melanchthonverein Bretten 1978, 1991, 1996, 1997.
- Albert Straßers Lebensbild, Glaubensmenschen. Von Abel bis Mose. Verlag des Evangelischen Vereins für Innere Mission Augsburg. Bekenntnisses, Karlsruhe 1990.

## Ehrungen
- Bürgermedaille der Stadt Bretten, 27. September 1967[3]